# Igor Papič
Igor Papič, né le 24 mai 1966 à Ljubljana, est un ingénieur et homme politique slovène, membre du Mouvement pour la liberté (GS). 
Il est ministre de l’Éducation, de la Science et des Sports de la République de Slovénie de juin 2022 à janvier 2023 avant de devenir ministre de l'Enseignement supérieur, de la Science et de l'Innovation depuis cette date.

## Biographie
En 2017, il est élu recteur de l'Université de Ljubljana. Il se représente au poste de recteur de l'Université de Ljubljana en 2021. Il est devancé par Gregor Majdič, qui obtient 54,9 % des voix,.